# Angatta, Chik Ballapur
Angatta là một làng thuộc tehsil Chik Ballapur, huyện Kolar, bang Karnataka, Ấn Độ.